# 元良勇次郎

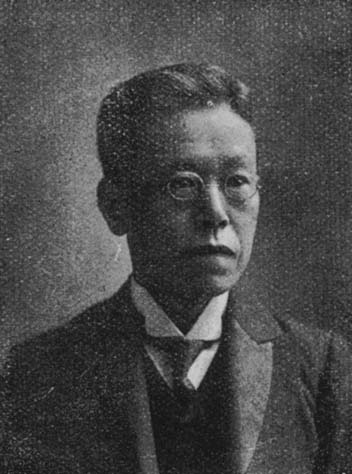
元良勇次郎

元良 勇次郎（もとら ゆうじろう、安政5年11月1日（1858年12月5日） - 大正元年（1912年）12月13日）は、日本最初の心理学者である。旧姓は杉田、1881年に元良家の養子となる。墓所は青山霊園。

## 人物
「元良」は勇次郎が結婚した後の姓である。現在、一般に、元良勇次郎と呼ばれている。なお船舶工学者の元良誠三と物理学者の高橋秀俊は勇次郎の孫にあたる。
勇次郎の生まれた杉田家は、伝承によると九鬼守隆の学友であった杉田市郎右衛門の末裔とされている。
父親は三田藩の儒学者であったが、勇次郎が若いころ(1872年)に死去した。
勇次郎は、同志社英学校最初の学生（全8名）で、開校当初に中島力造、上野栄三郎とともに真っ先に駆けつけたひとりだった。同志社英学校では当時としてはめずらしい性理学（現在の心理学）の授業が行なわれており、ここでの心理学との出会いが彼の一生を決定付けた。性理学の講義を担当していたJ・D・デービスが蔵書していたW. B. カーペンター『精神生理学の原理』(Carpenter 1874)に感化される。

## 家族
- 実父・杉田泰 ‐ 三田藩儒者。[5]
- 養父・元良惣右衛門[5]
- 妻・元良興年(1861-) ‐ 惣右衛門の二女。[5]
- 長男・元良信太郎（1882－1946） ‐ 造船工学者、三菱重工業、三菱製鋼各社長。東京帝大卒の工学博士で、元良式船舶動揺制止装置で帝国学士院賞受賞[6]。岳父に竹越與三郎[7]。三男に元良誠三、その岳父に岩崎隆弥。
- 三男・元良勲 ‐ 大阪工業大学教授。岳父に田中伝七。
- 長女・操（1889-） ‐ 大平得三の妻。子に大平昌彦。[8]
- 二女・静（1891-） ‐ 高橋穣の妻。津田英学塾出身。子に高橋秀俊。[9]

## 経歴
- 儒学者であった父の縁で、7歳より三田藩藩校の造士館にて儒学や洋学を学ぶ[1]。
- 1869年、英蘭塾に入塾し、川本幸民らに教えを仰ぐ[1]。
- 父の死後に、宣教師デービス（1838年生 - 1910年没）の説教を聞く機会をもちキリスト教の影響を受けた後に、神戸に住むデービスの元で下宿することとなる。[1]
- 明治08年（1875年）11月、同志社英学校に入学する。
- 明治12年（1879年）春、津田仙から学農社農学校の教員に招かれ退学（同志社には3年余り在学した）。その後、東京英和学校（青山学院の前身）の設立にも参画する。
- 明治16年（1883年）、渡米しボストン大学の哲学科に入学するものの、教授のボーデン・パーカー・ボウン(1847年-1910年)の保守的なキリスト教哲学と進化論をめぐって対立してしまい後に依願退学する[4]。
- 明治18年（1885年）、ジョンズ・ホプキンス大学の生物学教室に転向する[4]。ジョン・デューイの講義を受ける。倫理学等も含めて学び、実験心理学の実験方法を体得した。ジョンズ・ホプキンス大学でPh.Dの学位を修める。（ただし心理学専攻ではなく哲学専攻で学位を取得したらしいことが最新の調査で明らかになりつつある）。
- 明治21年（1888年）、日本へ帰国し、東京英和学校の教員を務めた。また帝国大学文科大学にて精神物理学の講義を担当する。
- 明治22年（1889年）、外山正一（元帝国大学総長）、神田乃武（帝大文科教授）と共に、正則予備校設立。後に正則高等学校となり現在に至る。
- 明治23年（1890年）、帝国大学文科大学教授に就任する。
- 明治26年（1893年）、心理学・倫理学・論理学第一講座担当となる（後に第二講座を中島力造が担当した）。
- 明治27年（1894年）、高等師範学校（現、筑波大学）において心理学を講じる教授を兼任。
- 明治36年（1903年）、丁酉倫理会会員として「哲学館事件に対する意見」書に名を連ねる[10]。
- 明治39年（1906年）、帝国学士院会員に任命。日本における近代心理学の礎を築く。
- 大正元年（1912年）、カリエスがもとで死去した。従三位・勲二等瑞宝章。

## 栄典
- 1891年（明治24年）12月21日 - 正七位[11]
- 1897年（明治30年）2月10日 - 正六位[12]
- 1901年（明治34年）8月31日 - 正五位[13]
- 1906年（明治39年）10月20日 - 従四位[14]
- 1911年（明治44年）12月11日 - 正四位[15]

## 功績の概要
それまで日本において、心理学の知識は英語など外国語で書かれた書物だけであった。つまり心理学という学問は日本に入ってきてはいたが、実際の具体的な手法（実験法、調査法、観察法）は誰も体験しておらず、日本では心理学は存在しなかったと言える。
勇次郎はクリスチャンの人脈を活かし海外に学び、そこで心理学の実験手法などを体得し、心理学を日本に持ち帰り、それを根付かせた。

## 元良の提供した心理学の背景
元良が提供した心理学は、（ある意味当然のことであるが）当時の一流の学問を反映したものである。その学問的背景とも言えるものを簡潔にまとめると、例えば、
1. フェヒナーの精神物理学
2. オストワルドのエネルギー一元論
3. ヴントの実験心理学
4. デューイやジェームズのプラグマティズム
5. ホールのジェネティック心理学

、と言うこともできる。

## 具体的な研究内容、テーマの例
元良による心理学上の研究を、初期・中期・後期と大分して説明する。
初期の段階でもすでに様々なテーマについて実験を行っているが、ひとつ挙げると、「注意」について研究したことが挙げられる。このテーマは一貫して持ち続け、1907年には、児童の注意力とその訓練についての実験へとつながった。そして、学習がうまくできない児童について、能力が無いというわけではなく、「集中」のしかたを知らないからなのだ、という説明および訓練方法を示し、当時の教育関係者から評価され、それなりに問題解決に貢献することになった。
中期・後期のそれを挙げると次のようになる。
- 円覚寺の塔頭である帰源院で禅を体験した（1894年）。[注釈 2]
- 横読み、縦読みの利害の実験（1895年）
- 白内障者の視覚に関する実験（1896年）
- 神経伝達の実験（1903年）
- 片仮名・平仮名の読み書きの難易の実験（1904年）
- 児童の注意力とその訓練についての実験（1907年）
- 心元　（簡単に言うと精神化したエネルギーのこと） （1909年）
- 顕心儀　（人の自我と、外界との関係の理解を助けるモデルの一種）（1909年）

## 著書
- 『教育新論』中近堂、1884年。全国書誌番号:40038033。
- 『心理学』金港堂、1890年。全国書誌番号:40004778。（日本において、『心理学』という書名のものとしては最初のものである）
- 『児童学綱要』（高島平三郎らと共著）洛陽堂、1890年。
- 『万国史綱』（家永豊吉と共著）三省堂、1892年-1893年。全国書誌番号:40011654。
- 『倫理学』　小野英之助・共著、1893年。全国書誌番号:40003747。
- 『心理学十回講義』　冨山房、1897年。全国書誌番号:40004811。
- 『教育と宗教との関係』　光融館、1900年。全国書誌番号:40038073。
- 『倫理講話　中等教育』　右文館、1900年。全国書誌番号:40003810。
- 『倫理及宗教　現今将来』　勉強堂書店、1900年。全国書誌番号:40003736。
- 『元良氏倫理書　中等教育』　成美堂、1902年。全国書誌番号:440003623。
- 『心理学綱要』　弘道館、1907年。全国書誌番号:40004807。
- 『論文集』　弘道館、1909年。全国書誌番号:40000232。
- 『英独仏和哲学字彙』（井上哲次郎、中島力造と共編）丸善、1912年。全国書誌番号:40000144。
- 『教育病理及治療学』（榊保三郎らと共著）榊保三郎、1912年。全国書誌番号:40041019。

## 翻訳
- ヴィルヘルム・ヴント、ほか。『心理学概論』（中島泰蔵と共訳）冨山房、1898-1899年。全国書誌番号:40004794。
- スタンレー・ホール(Hall, Granville Stanley)『青年期の研究』（中島力造らと共訳）同文館、1910年。全国書誌番号:40038701。

## 論文
- 「知識交換論」 『六号雑誌』 第32号 - 33号 1883
- G. S. Hall らと共著 "Dermal sensitiviness to gradual pressure change", American Journal of Psychology, Vol. 1, 1887
- 「米国心理学ノ近況」 『六号雑誌』 第92号 1888
- 「精神物理学 (全 12回・未完)」 『哲学会雑誌』 第26号 1889 - 第53号 1891
- 「心理学と社会学の関係」 『哲学雑誌』 第24号 1889
- 「社会学の範囲及性質」 『哲学会雑誌』 第53号 1891
- 「月の大きさに就て」 『東洋学芸雑誌』 第8号 (通巻 122号 1891)
- 「月ト心理学ノ関係」 『六号雑誌』 第124号 1891
- 「ゼームス氏心理学を読む」 『六号雑誌』 第131号 1891
- 「勢力保存法と心の関係」 『哲学雑誌』 第59号 1892
- 「物理界ト人事界トノ比喩」 『哲学会雑誌』 第65号・66号・67号・83号 1892 - 1894
- 「倫理学ハ実践ノ学ニ非ルカ」 『哲学雑誌』 第94号 1894
- 「横読縦読ノ利害ニ就テ」 『東洋学芸雑誌』 第12巻 (通巻 165号 1895)
- 「注意作用の研究 上下」 『児童研究』 第3巻 1号 - 3号 1900
- 「判断作用の研究」 『哲学雑誌』 第17巻 (通巻 184号 1902)
- 「意志と自然力の関係に就て」 『哲学雑誌』 第198号 1903
- 「神経の伝達作用に関する研究」 『神経学雑誌』 第2巻 1号 1903
- "A study on the conductivity of the nervous system", American Journal of Psychology, Vol. 14, 1903
- 「精神作用上の統一作用に就きて」 『哲学雑誌』 第204号・第205号 1904
- 「動機論」 『児童研究』 第7巻 1号 1904
- 「心理学者としてのスペンサー及びベイン」 『哲学雑誌』 第19巻 (通巻 206号 1904)
- "Conflict of religion and science: From a Japanese point of view", Monist, Vol. 15, 1905
- "The idea of ego in oriental philosophy", Atti del V Congresso Internationale di Psicologia, 1905
- 「心の一切の経験及其分化法に就て」 『哲学雑誌』 第229号・第230号 1906
- 「道徳的満足の感情に就て」 『丁酉倫理会倫理講演会集』 第59輯 1907
- 「精神の操縦に就きて」 『児童研究』 第10巻 7号 - 8号 1907
- 「心理学と認識論の関係-特にカントの空間論を評す」 『哲学雑誌』 第22巻 (通巻 242号　1907)
- 「心とは何ぞや」 『哲学雑誌』 第265号 - 267号 1909
- 「心の本体とは何ぞや」 『哲学雑誌』 通巻 271巻 1909
- 「ヘーゲルの存在論に就て」 『哲学雑誌』 第24巻 (通巻 272号 1909)
- 「児童の注意の実験 (帝国学士院における元良博士論文講述)」 『東洋学芸雑誌』 第26巻 1909
- 「教育的心理学」 榊保三郎編 『異常児の病理及教育法 (上)』 冨山房 (ふざんぼう) 1909
- 「精神操縦に就て」 『感化救済事業講演集』 1909
- 「注意練習ノ実験ニ就テ」 『児童研究』 第12巻 8号 1909
- 「精神療法に就て」 『帝国教育』 第333号 1910
- 「力学上より見たる心理学」 『哲学雑誌』 第297号 1911
- 「現時の心理学上の問題」 『教育学術界』 第24巻 12号 (臨時増刊・最近学芸大観 1911)
- "Ein Experiment zur Einübung von Aufmerksamkeit", Zeitschrift für Kinderforschung, 16, 1911
- 「意志と自然力との関係」 『心理研究』 第1巻 1号 1912

## 登場する作品
- 八重の桜(2013年・NHK大河ドラマ) - 演：颯太

## 指導学生
- 上野陽一
- 大槻快尊
- 倉橋惣三
- 松本亦太郎